# Canturri
Canturri és una entitat de població del municipi de Montferrer i Castellbò, a la comarca de l'Alt Urgell.

## Localització
L'antiga caseria, poble, o veïnat se situa a l'esquerra del riu de Pallerols, al sud-oest del terme municipal. Un branc de la carretera N-260, al seu pas pel port del Cantó, és la seva principal via de comunicació.

## Història
Va formar part de l'antic municipi de Pallerols del Cantó fins a l'any 1972, quan s'agregà a Montferrer i Castellbò.
L'església de Sant Vicenç de Canturri és sufragània de la de Pallerols del Cantó.